# Oudezijds Achterburgwal
Le Oudezijds Achterburgwal, souvent abrégé en OZ Achterburgwal est un canal (mais aussi une rue) de l'arrondissement Centrum de la ville d'Amsterdam aux Pays-Bas.

## Situation et accès
Sur le même modèle que le Oudezijds Voorburgwal auquel il est quasiment parallèle, il s'étend selon un axe nord-sud entre le Grimburgwal, un petit canal relié à la dernière partie du Rokin à être encore immergée et l'IJ en passant par Zeedijk.
Le pont qui traverse le OZ Achterburgwal entre Oude Doelenstraat et Oude Hoogstraat, dans le prolongement du Dam marque une frontière nette entre le quartier animé de De Wallen (où se trouve le Quartier Rouge) et la zone beaucoup plus calme située au sud. Ainsi, alors que la partie nord est marquée par une multitude de sex-shops, de cabines de prostituées, de peep-shows, de maisons closes, de coffee-shops et de bars, la partie sud abrite plusieurs bâtiments de l'Université d'Amsterdam tels que la Binnengasthuis ou la Oudemanhuispoort.
En 2006, le OZ Achterburgwal a fait l'objet d'un plan de réhabilitation par la ville d'Amsterdam. En décembre 2007, la municipalité a ainsi annoncé son désir de diminuer drastiquement la prostitution en cabines dans le quartier de De Wallen. Charles Geerts, l'un des principaux propriétaires de cabines du quartier fut ainsi plus ou moins contraint de vendre 51 de ses « vitrines » à la ville. En contrepartie, 15 entrepreneurs dans le domaine de la mode furent autorisés à habiter et à travailler dans les bâtiments nouvellement libérés à compter du 7 janvier 2008. En outre, une boutique fut ouverte au numéro 121 de la rue, une boutique fut ouverte pour leur permettre de vendre leurs réalisations.
La ville prévoit de réduire le nombre de vitrines dans le quartier en continuant à racheter des bâtiments progressivement. Le OZ Achterburgwal constitue cependant, avec les petites rues situées à proximité, l'un des seuls endroits où il n'est pas prévu d'éliminer totalement la prostitution.

## Historique

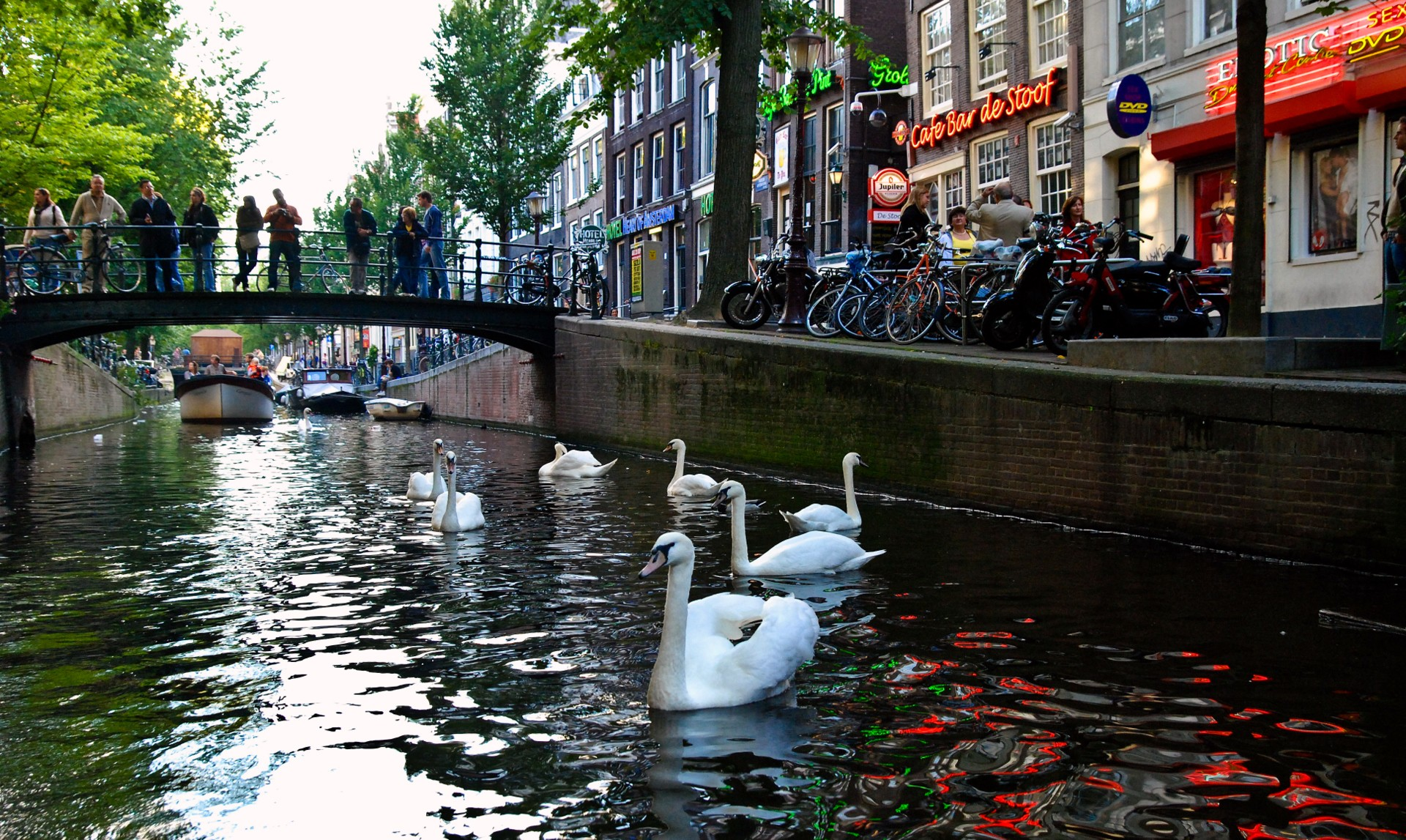
De nombreux cygnes se promènent aujourd'hui sur le canal.

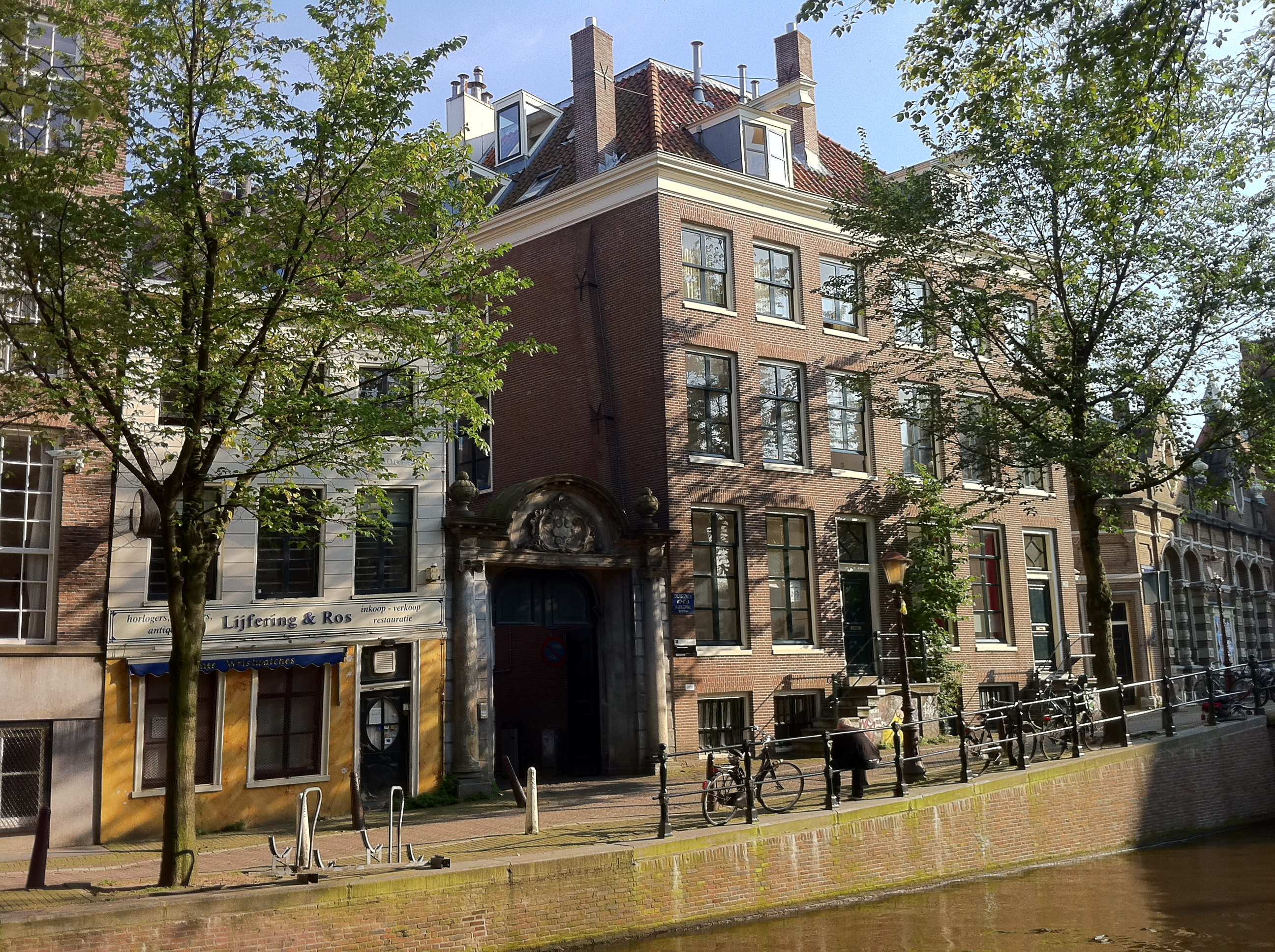
Bâtiment de la faculté de psychologie et de philosophie de l'université d'Amsterdam.

Le OZ Achterburgwal faisait partie de la ville médiévale d'Amsterdam, et formait à une époque la frontière est de la ville. Il fut creusé en 1367. À la suite de la rupture d'une digue en 1380, une nouvelle digue fut construite derrière le OZ Achterburgwal sous le nom de Sint Antoniesdijk en 1387.
À cette époque, l'Amstel séparait la ville d'Amsterdam en deux parties de taille à peu près égale : la « Vieille ville » (oude zijde) où se trouvait la Oude Kerk et la « Nouvelle ville » (nieuwe zijde) où se trouvait la Nieuwe Kerk. Afin de garantir la protection de la ville, des canaux furent creusés de chaque côté, derrière lesquels furent ajoutés une palissade (burgwal), un mur de terre, protégé par une palissade de bois. Lorsqu’après 1385, de nouveaux murs d'enceinte furent construits, le mur existant prit le nom de Voorburgwal (avant-palissade) tandis que le nouveau mur fut baptisé Achterburgwal (arrière-palissade), et ce à la fois dans la Vieille et la Nouvelle villes. C'est la raison pour laquelle on retrouve aujourd'hui quatre canaux portant les noms de Oudezijds Voorburgwal, Oudezijds Achterburgwal, Nieuwezijds Voorburgwal et Nieuwezijds Achterburgwal (devenu Spuistraat).
Avant la Réformation en 1578, la rue était bordée de très nombreux couvents. La ville d'Amsterdam comptait ainsi 16 couvents pour femmes, et trois couvents pour hommes, dont la plupart étaient situés sur le OZ Achterburgwal. Les noms des ruelles situées autour de la rue, comme Bethaniënstraat ou Monnikenstraat en sont aujourd'hui les témoins. En 1586 un de ces couvents catholiques est confié aux réfugiés protestants francophones de l'Église wallonne et des Huguenots français, qui y fondent l'église wallonne d'Amsterdam. Les offices de cette diaspora y sont célébrés en français jusqu'à aujourd'hui.
Enfin, le Spinhuis, une prison pour femmes (vagabondes et mendiantes) se trouvait également sur la rue.